# 成鳥

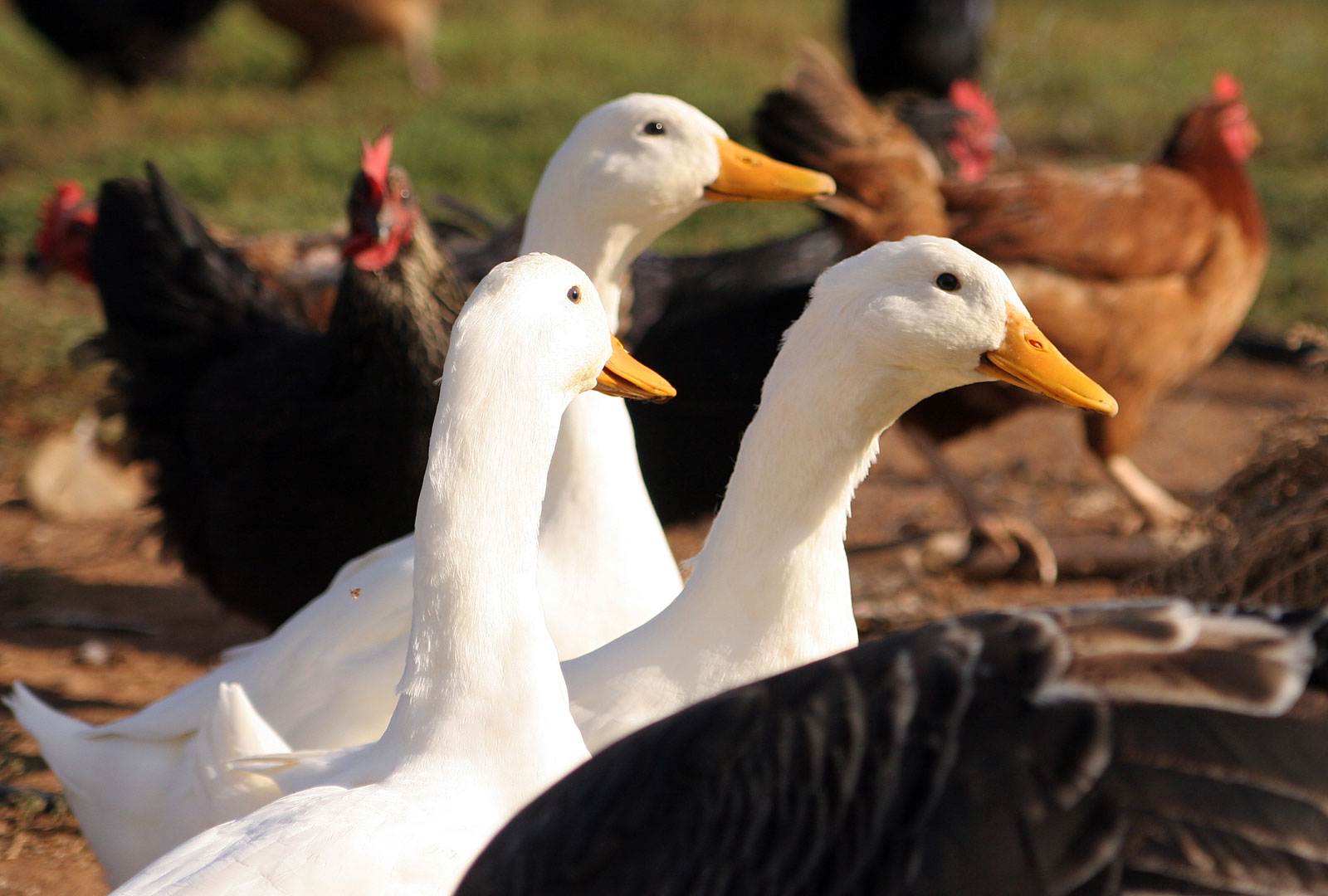
成鳥のアヒル

成鳥（せいちょう）とは鳥が成熟したこと、または成熟した鳥を指す。

## 概要
鳥の種類によっては成鳥になる早さが違う。例えばアヒルは成鳥になるには約4ヶ月かかるのに対しオウム類は数年かかるのもいる。鳥の成長段階としては幼鳥から若鳥へ、若鳥から成鳥になる。